# Dadzsjur
A dadzsjur fesztivál vagy damhszungi lovas fesztivál egy tibeti fesztivál Tibet déli részén a tibeti holdnaptár nyolcadik holdhónapjának elején. Az ünnepség tíz napig tart, amely során ló- és jakversenyeket, kerékpárversenyeket, sziklacipelő versenyeket rendeznek. Damhszung (kínai: 当曲卡, pinjin: Dáncsuka, tibeti: འདམ་ཆུ་ཁ།) egy viszonylag sivár település, apró barakkszerű épületekkel. Az 1960-as években alapított település az azonos nevű megye központjának számít. A tengerszint felett 4400 méteres magasságban fekvő település a déli mezőgazdasági területeken lévő településekkel ellentétben nem rendelkezik faluközponttal a szívében. Sivár főutcáján leginkább zömök nomád lovakat látni kikötve a nomádoknak szánt útszéli boltok előtt, így gyakran tűnik szellemvárosnak. A település körüli fátlan fennsíkon soha nem szűnik a szél. A legközelebbi városok Jangbadzsing 85 km-re van délre, illetve Nagqu 160 km-re van északra.